# Pieśń kubryku
Pieśni kubryku to rodzaj pieśni żeglarskich śpiewanych na starych żaglowcach przez szeregowych marynarzy w wolnych chwilach. Najczęściej śpiewano je w pomieszczeniu mieszkalnym załogi, czyli w kubryku. Oprócz tematyki żeglarskiej najczęściej śpiewano o domu i rodzinnych stronach oraz o kobietach. Pieśni te były często wykonywane z towarzyszeniem prostych instrumentów muzycznych. Stylistycznie pieśni kubryku są przeciwieństwem pieśni pracy czyli szant.